# Giang Thành, Phổ Nhĩ

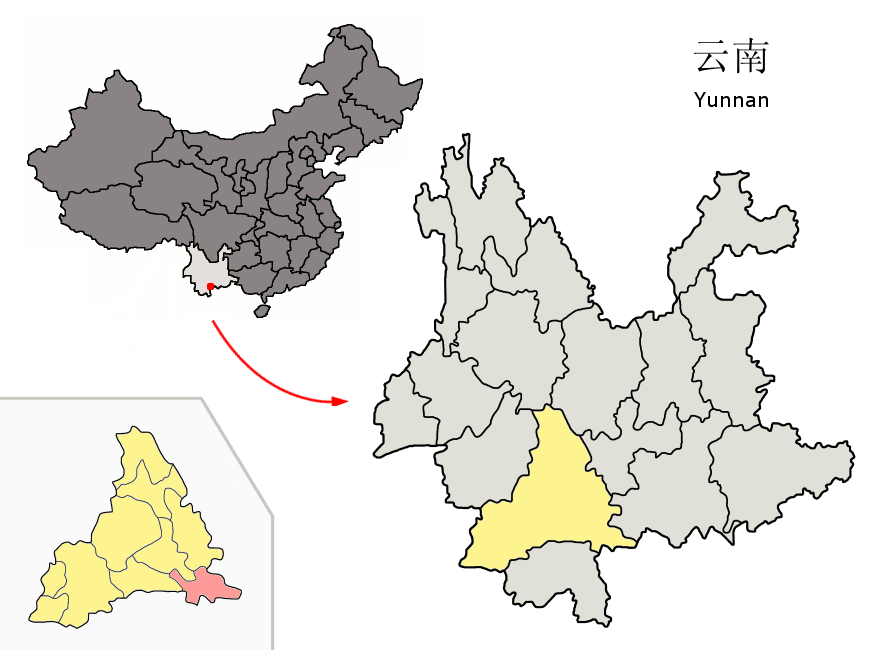
Giang Thành

Huyện tự trị dân tộc Di-Cáp Nê Giang Thành (江城哈尼族彝族自治县, bính âm: Jiāngchéng hānízú yízú Zìzhìxiàn), thường gọi tắt là huyện Giang Thành (江城) là một huyện tự trị của Trung Quốc, thuộc địa cấp thị Phổ Nhĩ, tỉnh Vân Nam. Huyện này rộng 3.476 km² và có 9 vạn dân (năm 2003). Huyện này phía nam giáp huyện Nhot Ou tỉnh Phongsaly nước Lào, phía đông nam giáp các tỉnh Điện Biên và Lai Châu của Việt Nam, phía tây nam giáp châu tự trị dân tộc Thái Tây Song Bản Nạp, phía đông giáp châu tự trị dân tộc Cáp Nê, Di Hồng Hà, phía bắc các huyện Mặc Giang và Ninh Nhĩ cùng của Phổ Nhĩ.

## Hành chính
Giang Thành gồm 5 hương và 2 trấn, như sau: 
5 hương là:
- Khúc Thủy, Giang Thành|Khúc Thủy [曲水] (gồm 7 thôn: Lục Mãn [绿满], Bá Tán [坝伞], Lạp Châu [拉珠], Điền Tâm [田心], Long Đường [龙塘], Cao Sơn [高山], Nộ Na [怒那]). Khúc Thủy là hương ngã ba biên giới Trung Quốc-Lào-Việt Nam.
- Quốc Khánh [国庆] (gồm 6 thôn: Yêu Đẳng [么等], Lạc Tiệp [络捷], Điền Phòng [田房], Hòa Bình [和平], Cáp Bá [哈播], Ca Lặc [嘎勒]).
- Gia Hòa [嘉禾] (gồm 10 thôn: Giang Tây [江西], Liên Hợp [联合], Lý Tiên [李仙], Ba Ca [巴嘎], Bình Chưởng [平掌], Minh Tử Sơn [明子山], Lạc Sái [洛洒], Cách Giới [隔界], Nam Vượng [南旺], Trung Hội [中会])
- Bảo Tàng [宝藏] (gồm 6 thôn: Thủy Thành [水城], Lương Mã Hà [良马河], Bản Hà [板河], Hải Minh [海明], Tiền Tiến [前进], Long Mã [龙马]).
- Khang Bình [康平] (gồm 9 thôn: Doanh Bàn Sơn [营盘山], Đại Thụ Cước [大树脚], Mạn Lão Nhai [曼老街], Mạn Khắc Lão [曼克老], Trung Bình [中平], Mãnh Khang [勐康], Dao Gia Sơn [瑶家山], Giới Bi [界碑], Lưỡng Khỏa Thụ [两棵树]).

2 trấn là: 
- Mãnh Liệt [勐烈] (gồm 2 xã và 7 thôn: xã Đông Thành [东城], xã Khu Tây Thành [区西城], thôn Khu Hồng Cương [区红疆], thôn Đại Tân [大新], thôn Đóa Bả [朵把], thôn Giang Biên[江边], thôn Kiều Đầu [桥头], thôn Đại Trại [大寨], thôn Ngưu Khỏa Hà [牛倮河]).
- Chỉnh Đổng [整董] (gồm 3 thôn: Chỉnh Đổng [整董], Mạn Thang [曼汤], Hoạt Thạch Bản [滑石板]). Chỉnh Đổng là tên gọi của một trong 12 bản nạp của nước Xa Lý (Tây Song Bản Nạp).